# 韋默霍斯特巴赫河

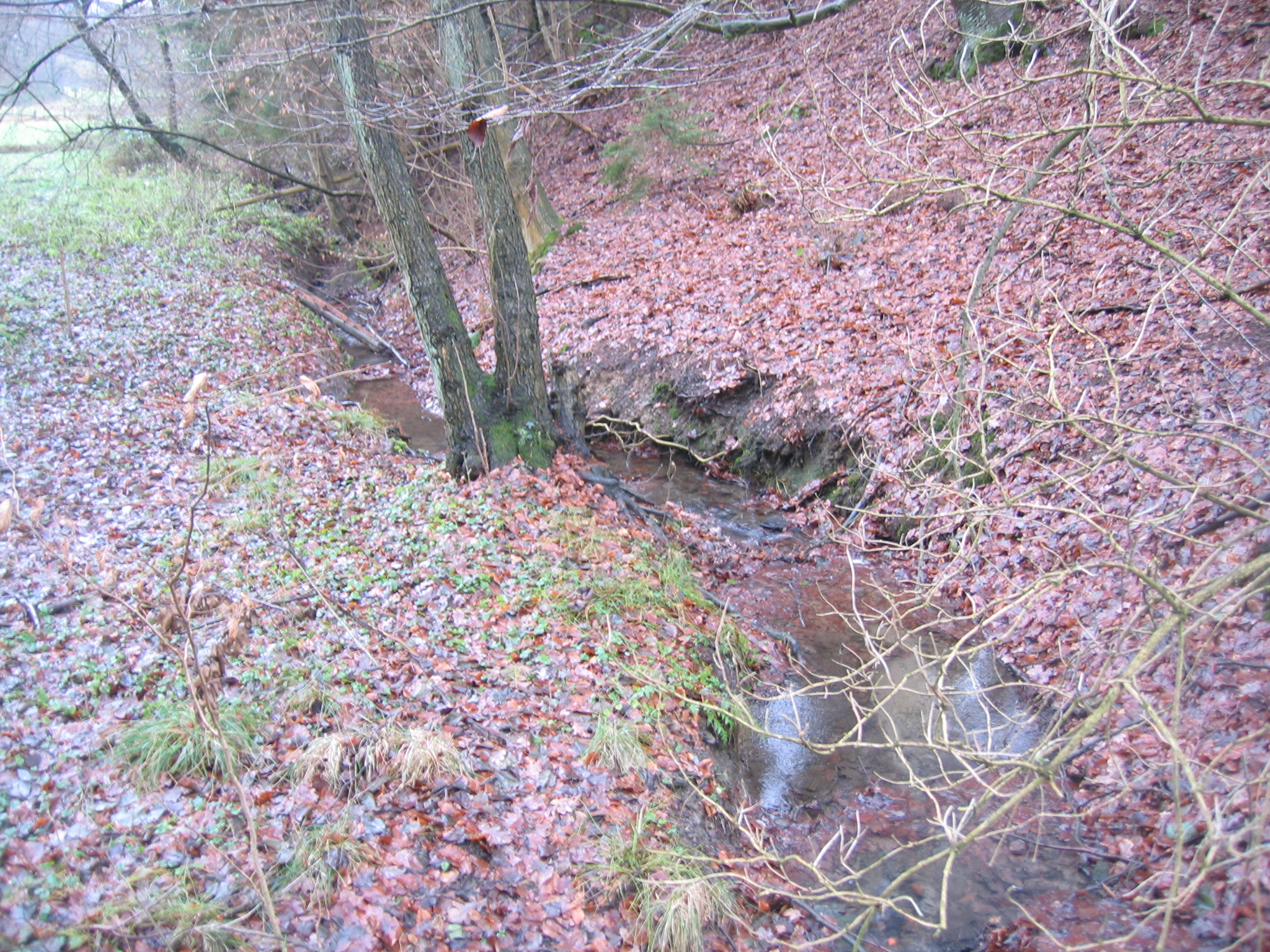

52°15′27″N 8°30′57″E / 52.25750°N 8.51583°E
韋默霍斯特巴赫河（德語：Wehmerhorster Bach），是德國的河流，位於該國西部，處於北萊茵-威斯特法倫州，屬於希倫貝克河的左支流，河道全長1.5公里，流域面積10平方公里。